# Jeruto Kiptum
Jeruto Kiptum Kiptubi, kenijska atletinja, * 12. december 1981, Kenija.
Ni nastopila na poletnih olimpijskih igrah. Na svetovnih prvenstvih je osvojila bronasto medaljo v teku na 3000 m z zaprekami leta 2005, na afriških prvenstvih pa naslov prvakinje v isti disciplini leta 2006 in bronasto medaljo v teku na 1500 m leta 2004.